# Conn Smythe-trófea

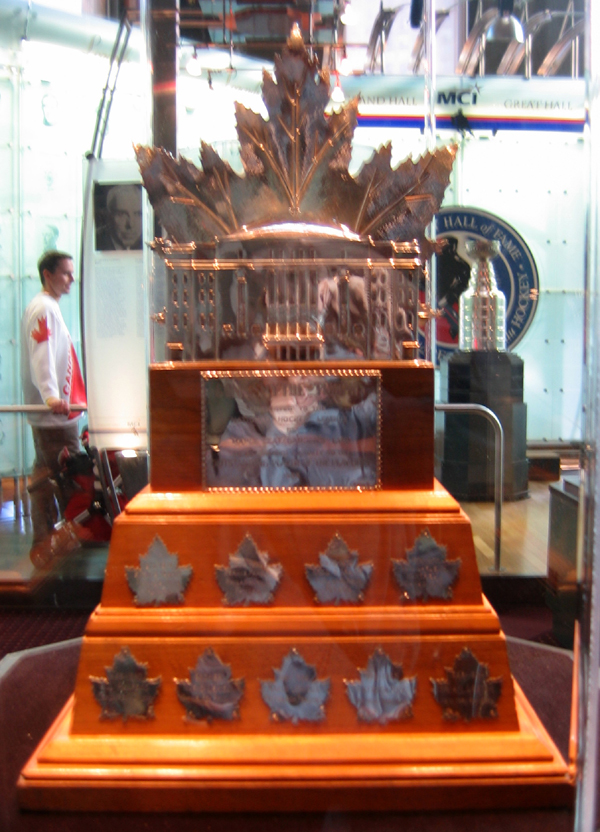
A Conn Smyte-trófea

A Conn Smythe-trófea egy egyéni trófea a National Hockey League-ben, melyet a rájátszás legértékesebb (MVP) játékosa kapja. 1965 óta kerül kiosztásra. A Professional Hockey Writers Association tagja ítélik oda a legjobbnak és a Stanley-kupa átadása előtt adja oda a játékosnak az NHL elnöke.

## Története
1964-ben hozták létre Conn Smythe emlékére, aki sokat tett az NHL-ért. Eddig hat játékos kapta meg kétszer a trófeát, és egy játékos háromszor (Patrick Roy). A Montréal Canadiens játékosai kilencszer, a Detroit Red Wings, a Pittsburgh Penguins és az Edmonton Oilers játékosai ötször, a Philadelphia Flyers és a New York Islanders játékosai pedig négyszer nyerték el a trófeát. Hat alkalommal fordult elő, hogy a vesztes csapat tagjai közül került ki a díjazott.

## A díjazottak

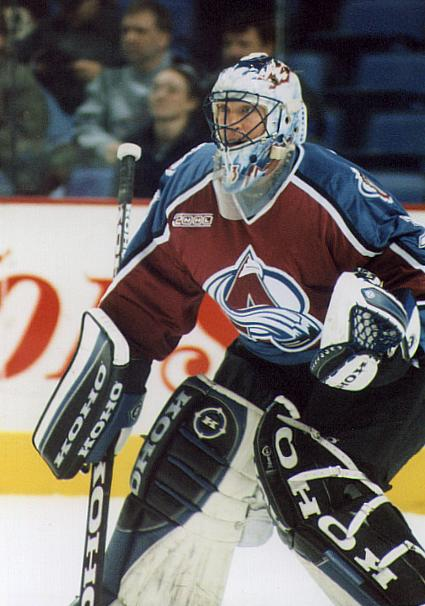
Patrick Roy

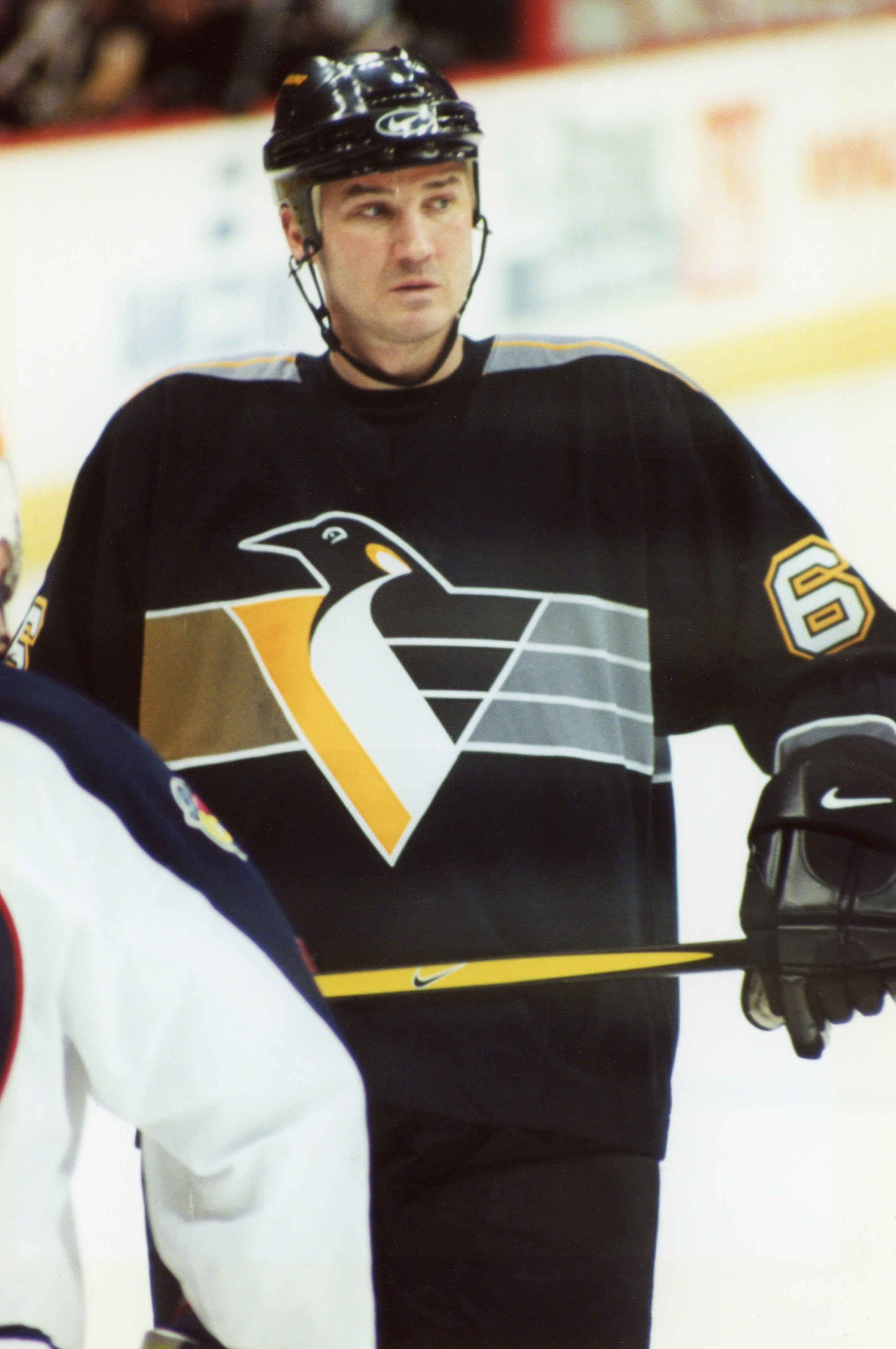
Mario Lemieux

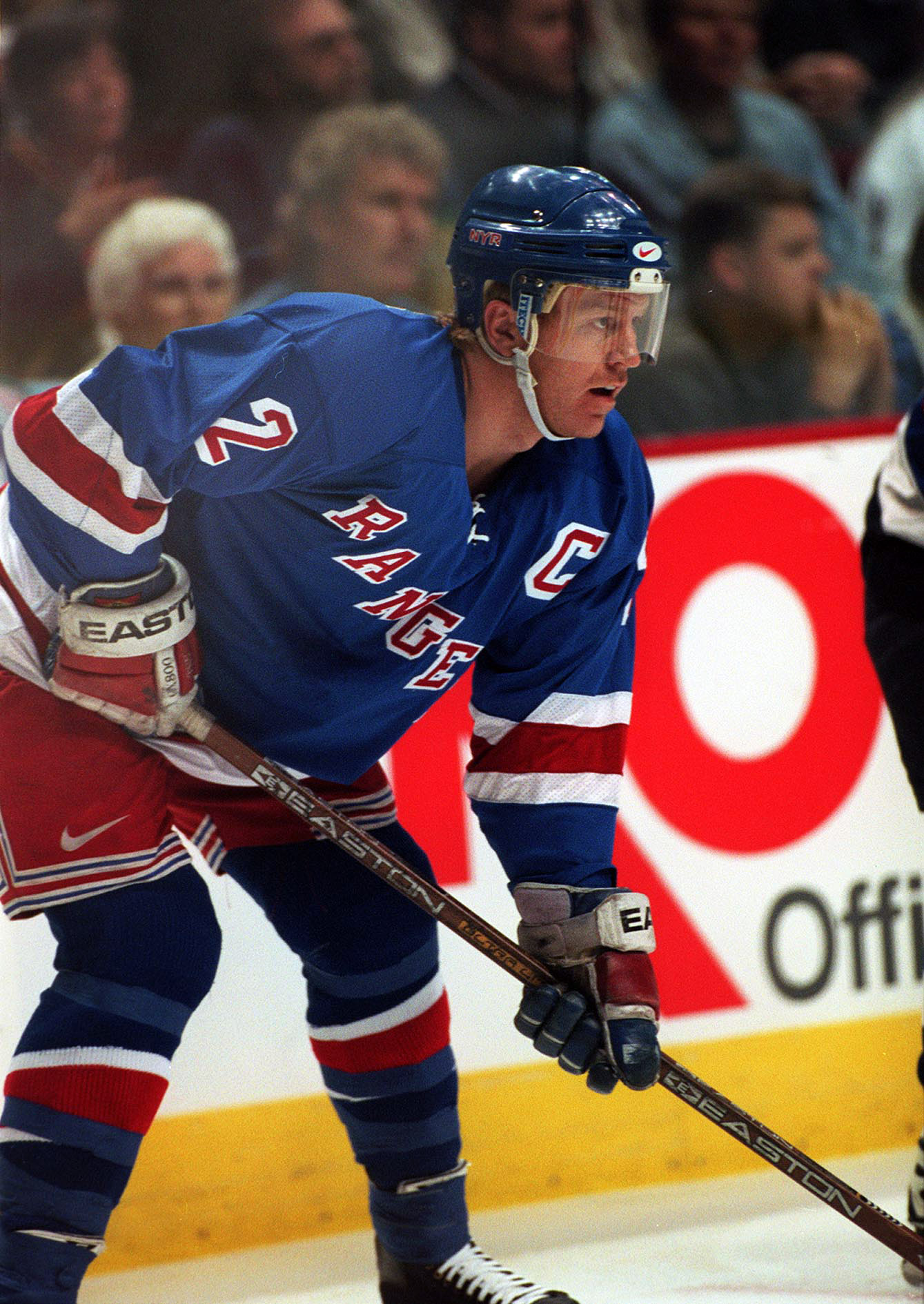
Brian Leetch

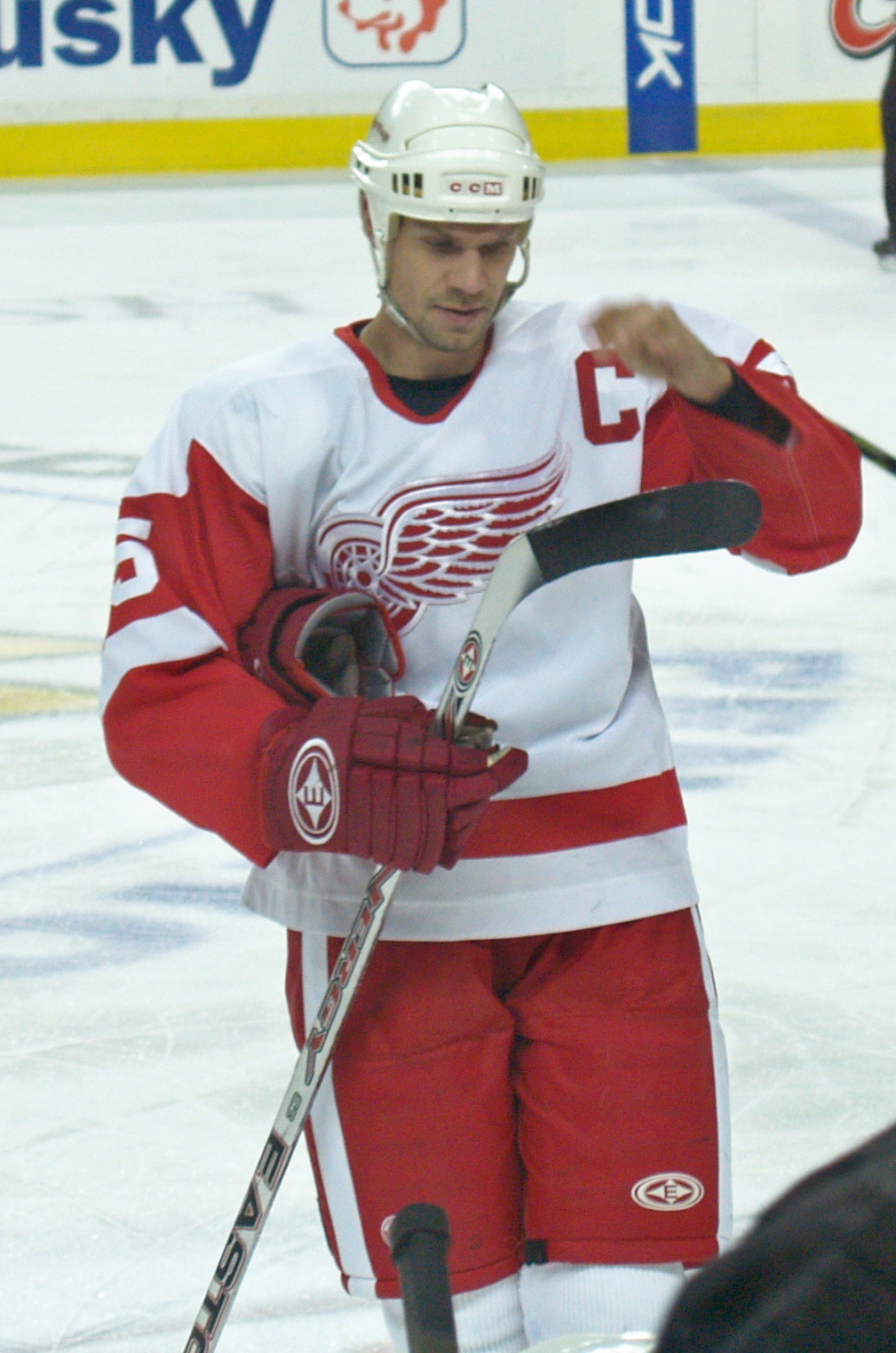
Nicklas Lidström

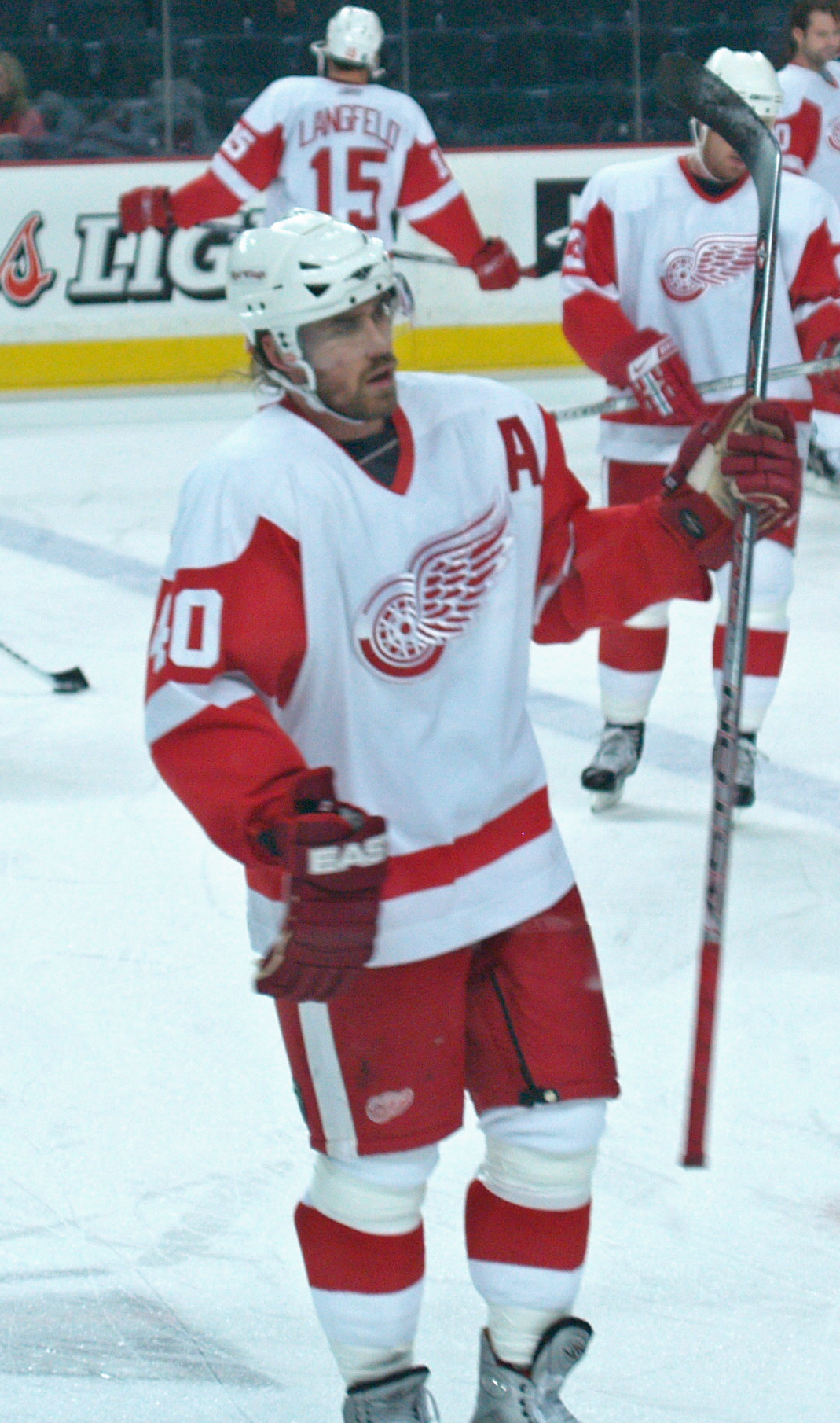
Henrik Zetterberg

| C | Center | BSz | Bal szélső  |
| V | Védő   | JSz | Jobb szélső |
| K | Kapus  |     |             |

| Szezon    | Győztes                          | Csapat                           | Poszt                            | #                                |
| --------- | -------------------------------- | -------------------------------- | -------------------------------- | -------------------------------- |
| 2024–2025 | Sam Bennett                      | Florida Panthers                 | C                                | 1                                |
| 2023–2024 | Connor McDavid*                  | Edmonton Oilers                  | C                                | 1                                |
| 2022–2023 | Jonathan Marchessault            | Vegas Golden Knights             | BSz                              | 1                                |
| 2021–2022 | Cale Makar                       | Colorado Avalanche               | V                                | 1                                |
| 2020–2021 | Andrej Vaszilevszkij             | Tampa Bay Lightning              | K                                | 1                                |
| 2019–2020 | Victor Hedman                    | Tampa Bay Lightning              | V                                | 1                                |
| 2018–2019 | Ryan O’Reilly                    | St. Louis Blues                  | C                                | 1                                |
| 2017–2018 | Alekszandr Ovecskin              | Washington Capitals              | C                                | 1                                |
| 2016–2017 | Sidney Crosby                    | Pittsburgh Penguins              | C                                | 2                                |
| 2015–2016 | Sidney Crosby                    | Pittsburgh Penguins              | C                                | 1                                |
| 2014–2015 | Duncan Keith                     | Chicago Blackhawks               | V                                | 1                                |
| 2013–2014 | Justin Williams                  | Los Angeles Kings                | JSz                              | 1                                |
| 2012–2013 | Patrick Kane                     | Chicago Blackhawks               | C/JSz                            | 1                                |
| 2011–2012 | Jonathan Quick                   | Los Angeles Kings                | K                                | 1                                |
| 2010–2011 | Tim Thomas                       | Boston Bruins                    | K                                | 1                                |
| 2009–2010 | Jonathan Toews                   | Chicago Blackhawks               | C                                | 1                                |
| 2008–2009 | Jevgenyij Malkin                 | Pittsburgh Penguins              | C                                | 1                                |
| 2007–2008 | Henrik Zetterberg                | Detroit Red Wings                | C                                | 1                                |
| 2006–2007 | Scott Niedermayer                | Anaheim Ducks                    | V                                | 1                                |
| 2005–2006 | Cam Ward                         | Carolina Hurricanes              | K                                | 1                                |
| 2004–2005 | A lockout miatt nem volt győztes | A lockout miatt nem volt győztes | A lockout miatt nem volt győztes | A lockout miatt nem volt győztes |
| 2003–2004 | Brad Richards                    | Tampa Bay Lightning              | C                                | 1                                |
| 2002–2003 | Jean-Sébastien Giguère*          | Mighty Ducks of Anaheim          | K                                | 1                                |
| 2001–2002 | Nicklas Lidström                 | Detroit Red Wings                | V                                | 1                                |
| 2000–2001 | Patrick Roy                      | Colorado Avalanche               | K                                | 3                                |
| 1999–2000 | Scott Stevens                    | New Jersey Devils                | V                                | 1                                |
| 1998–1999 | Joe Nieuwendyk                   | Dallas Stars                     | C                                | 1                                |
| 1997–1998 | Steve Yzerman                    | Detroit Red Wings                | C                                | 1                                |
| 1996–1997 | Mike Vernon                      | Detroit Red Wings                | K                                | 1                                |
| 1995–1996 | Joe Sakic                        | Colorado Avalanche               | C                                | 1                                |
| 1994–1995 | Claude Lemieux                   | New Jersey Devils                | JSz                              | 1                                |
| 1993–1994 | Brian Leetch                     | New York Rangers                 | V                                | 1                                |
| 1992–1993 | Patrick Roy                      | Montréal Canadiens               | K                                | 2                                |
| 1991–1992 | Mario Lemieux                    | Pittsburgh Penguins              | C                                | 2                                |
| 1990–1991 | Mario Lemieux                    | Pittsburgh Penguins              | C                                | 1                                |
| 1989–1990 | Bill Ranford                     | Edmonton Oilers                  | K                                | 1                                |
| 1988–1989 | Al MacInnis                      | Calgary Flames                   | V                                | 1                                |
| 1987–1988 | Wayne Gretzky                    | Edmonton Oilers                  | C                                | 2                                |
| 1986–1987 | Ron Hextall*                     | Philadelphia Flyers              | K                                | 1                                |
| 1985–1986 | Patrick Roy                      | Montréal Canadiens               | K                                | 1                                |
| 1984–1985 | Wayne Gretzky                    | Edmonton Oilers                  | C                                | 1                                |
| 1983–1984 | Mark Messier                     | Edmonton Oilers                  | C                                | 1                                |
| 1982–1983 | Billy Smith                      | New York Islanders               | K                                | 1                                |
| 1981–1982 | Mike Bossy                       | New York Islanders               | JSz                              | 1                                |
| 1980–1981 | Butch Goring                     | New York Islanders               | C                                | 1                                |
| 1979–1980 | Bryan Trottier                   | New York Islanders               | C                                | 1                                |
| 1978–1979 | Bob Gainey                       | Montréal Canadiens               | BSz                              | 1                                |
| 1977–1978 | Larry Robinson                   | Montréal Canadiens               | V                                | 1                                |
| 1976–1977 | Guy Lafleur                      | Montréal Canadiens               | JSz                              | 1                                |
| 1975–1976 | Reggie Leach*                    | Philadelphia Flyers              | BSz                              | 1                                |
| 1974–1975 | Bernie Parent                    | Philadelphia Flyers              | K                                | 2                                |
| 1973–1974 | Bernie Parent                    | Philadelphia Flyers              | K                                | 1                                |
| 1972–1973 | Yvan Cournoyer                   | Montréal Canadiens               | JSz                              | 1                                |
| 1971–1972 | Bobby Orr                        | Boston Bruins                    | V                                | 2                                |
| 1970–1971 | Ken Dryden                       | Montréal Canadiens               | K                                | 1                                |
| 1969–1970 | Bobby Orr                        | Boston Bruins                    | V                                | 1                                |
| 1968–1969 | Serge Savard                     | Montréal Canadiens               | V                                | 1                                |
| 1967–1968 | Glenn Hall*                      | St. Louis Blues                  | K                                | 1                                |
| 1966–1967 | Dave Keon                        | Toronto Maple Leafs              | C                                | 1                                |
| 1965–1966 | Roger Crozier*                   | Detroit Red Wings                | K                                | 1                                |
| 1964–1965 | Jean Béliveau                    | Montréal Canadiens               | C                                | 1                                |

Megjegyzés: a *-gal jelöltek a vesztes csapatból valók